# 잔존국

수아송 왕국, 서로마의 잔존국

잔존국(殘存國, 영어: rump state)은 분리, 병합, 점령, 탈식민화 또는 성공적인 쿠데타 또는 혁명의 결과로 이전 영토의 일부에서 축소된 영토로 잔존한 훨씬 더 큰 국가의 잔재이다. 후자의 경우, 정부는 이전 영토의 일부를 통제하기 때문에 망명정부가 되기 직전의 상태에 놓인다.

## 예시
- 파르티아 제국에 영토의 대부분을 잃은 셀레우코스 제국.[1]
- 갈리아에서 서로마 제국이 멸망한 후, 수아송 왕국은 486년 클로비스 1세의 프랑크 왕국에게 정복될 때까지 아이기 디우스와 시아그리우스가 다스리는 잔존국으로 살아남았다.[2]
- 룸 술탄국 : 셀주크 제국의 잔존국[3]
- 금나라가 중국 북부를 장악한 후, 남송은 송나라의 잔존국으로 존재했다.[4]
- 1503년 여름까지 이란에서 아크 코윤루 통치가 무너지자 일부 아크 코윤루 잔존국들은 이스마일 1세에 의해 사파비 제국에 흡수되기 전인 1508년까지 계속 통치했다.[5]
- 마바르 술탄국이 판디아 나두의 대부분을 통제하고 나중에 비자야나가라 제국에 의해 점령된 후, 남부 판디아는 1330년에서 1422년까지 서부 가트의 특정 지역과 함께 오늘날 티루넬벨리 및 추추콘디 지역을 통치하는 잔존국이 되었으며, 이후 영토를 더 손실한 판디아가 1623년까지 텐카시에서 텐카시 판디아라는 잔존국으로 존속하였다.[6]
- 명나라가 중국 본토를 장악한 후 원나라가 몽골 고원으로 후퇴하여 북원이라 불리는 잔존국으로 살아남았다.[7]
- 1532년 스페인이 잉카 제국을 정복한 후, 빌카밤바에 기반을 둔 신잉카국은 1572년까지 잔존국으로 살아남았다.[8]
- 청나라가 중국의 대부분을 장악한 후, 명나라는 남명이라고 불리는 잔존국으로 살아남았다.[6]

## 같이 보기
- 망명정부
- 괴뢰 정권
- 국가승계

## 참고 문헌
- Shaughnessy, Edward L. (1999). 〈Western Zhou History〉.   Michael Loewe; Edward L. Shaughnessy. 《The Cambridge History of ancient China - From the Origins of Civilization to 221 B.C》. Cambridge, England: Cambridge University Press. 292–351쪽. ISBN 9780521470308.